# Louis Petitot

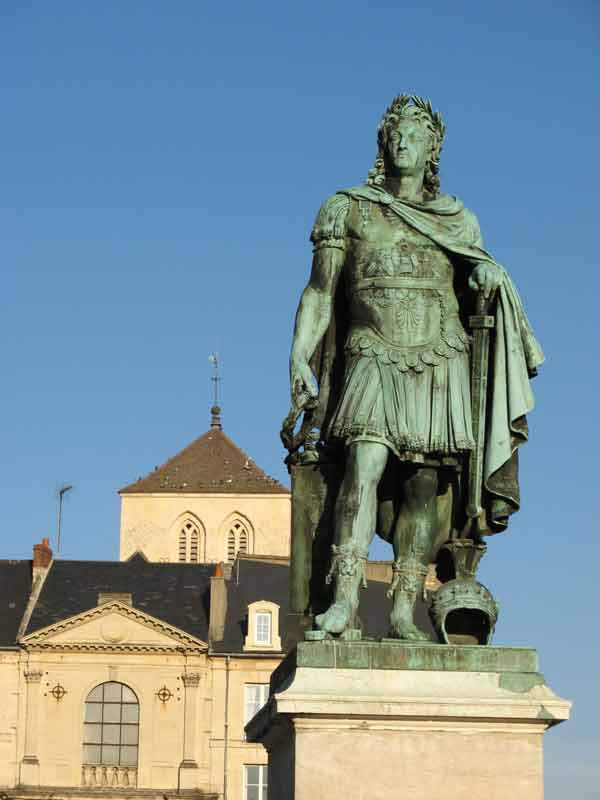
Louis XIV, bronzo al palazzo reale di Caen, 1828

Louis-Messidor-Lebon Petitot detto Louis Petitot (Parigi, 23 giugno 1794 – Parigi, 1862) è stato uno scultore francese, pupillo e cognato dello scultore Pierre Cartellier.

## Biografia
Petitot vinse il Prix de Rome per la scultura  e trascorse il periodo 1815-19 all'Académie de France à Rome spesato dal re di Francia, Luigi XVIII. Al suo ritorno a Parigi lavorò con Pierre Cartellier che era impegnato con la statua equestre di Luigi XIV destinata a essere eretta nella corte di onore di Versailles, come parte della celebrazione della  restaurazione francese, alla morte di Cartellier solo il cavallo era stato fuso in bronzo. Petitot completò con successo la commissione che venne eretta nel 1817.
Nel 1822 completò un busto in marmo commemorativo di Claude de Forbin  (1656-1733), che venne esibito nel Salon del 1822 e acquistato per Versailles.
Presentò un Jeune chasseur blessé par un serpent ("Giovane cacciatore ferito da un serpente") al Salon del 1827, che venne acquistato per il Museo del Louvre e grazie anche ad esso venne invitato a realizzare una scultura di Luigi XIV in bronzo da installare nel palazzo Saint-Sauveur a Caen. La statua venne formalmente inaugurata il 24 maggio 1828, con tale successo che Petitot e Crosatier di Parigi (il fonditore in bronzo) vennero nominati cavalieri della Legion d'onore. Il monumento era destinato a rimpiazzare la scultura in pietra di Luigi XIV di Jean Postel, scultore di Lione, che era stata commissionata nel 1684 ed eretta l'anno successivo, ma che era stata demolita durante la rivoluzione francese.
Petitot scolpì per la tomba di Pierre Cartellier, nel cimitero di Père-Lachaise, un busto in marmo del maestro e una statua rappresentante l'amicizia; il 25 gennaio 1990 la tomba venne aggiunta alla lista di "monumenti storici". Per la vicina tomba della figlia di Cartellier e cognata di Petitot, Charlotte Cartellier-Heim realizzò un bassorilievo di una coppia che innaffia un cespuglio di rose.
Venne eletto membro dell'Académie des beaux-arts.

## Opere

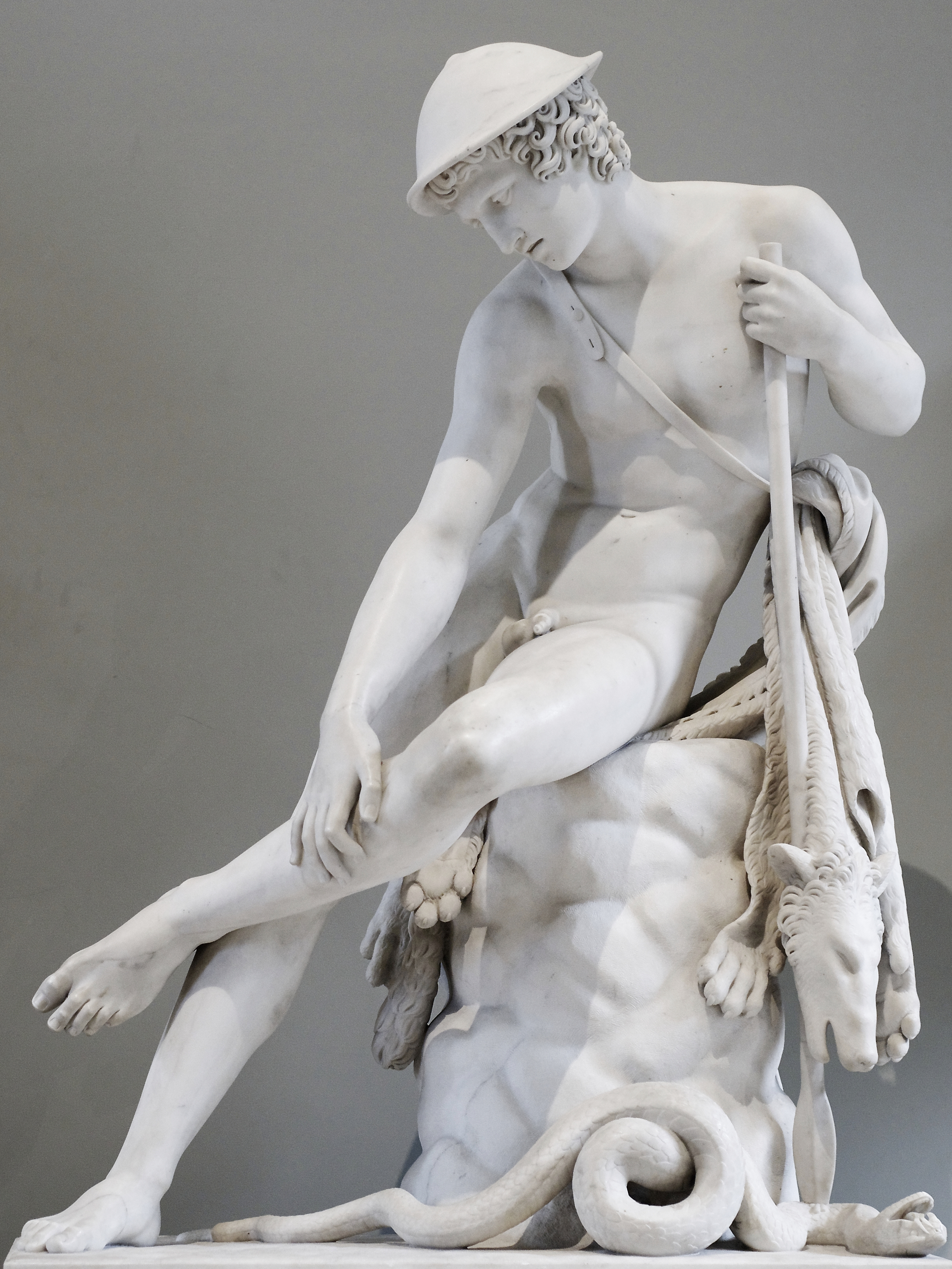
Young Hunter Wounded by a Snake, Museo del Louvre

- Jeune chasseur blessé par un serpent (Salon de 1827), marmo, Parigi, Museo del Louvre.
- La Capitulation du général Francisco Ballesteros (1771-1833) à Campillo (Espagne), le 4 août 1823 (1831), altorilievo, marmo, Parigi, Museo del Louvre.
- L'Industrie, L'Abondance, La Ville de Paris e La Seine (1846), quattro gruppi allegorigi, Pont du Carrousel, Parigi.
- La Ville de Lyon e La Ville de Marseille (1836), statue, place de la Concorde, Parigi.
- Portrait de Pierre Cartellier, busto in marmo e L'Amitié, statua, tomba di  Pierre Cartellier; Jeune couple arrosant un rosier dont une faux vient trancher la tige, basso rilievo, tomba di Charlotte Cartellier-Heim, Parigi, cimitero Père-Lachaise.
- Portrait de Bon Adrien Jeannot de Moncey, duca di Conégliano, maresciallo dell'impero (1754 - 1842) (1843 - 1845), busto in marmo, Versailles.
- Portrait du comte Claude de Forbin, chef d'escadre (1656 - 1733) (Salon del 1822), busto in marmo, Versailles.
- Louis XIV couronné par la Victoire, protégeant les sciences et les arts e Soleil rhodien (1844), bassorilievi in marmo, Versailles, commissionati per il decoro murale dell'Escalier de la Reine
- Portrait du duc Henri de Rohan, colonel général des Suisses et Grisons (1579 - 1638) (1838), busto in gesso,  Versailles.
- Sul modello realizzato da Pierre Cartellier, Louis XIV (1817), statua equestre in bronzo, Versaille.
- Monument de Louis Bonaparte, re di Olanda, conte di Saint-Leu (1778-1846), monumento funerario, Saint-Leu-la-Forêt (val d'Oise), chiesa di Saint-Leu-Gilles.
- Louis XIV (1828), statua in bronzo, Caen (Calvados), originariamente place de la République, diventata place Saint-Sauveur[1]